# Список кавалеров ордена «За заслуги перед Отечеством» за 2024 год

## Кавалеры ордена I степени
1. 3 января 2024 года, № 3 — Адамян, Лейла Вагоевна — заместитель директора федерального государственного бюджетного учреждения «Национальный медицинский исследовательский центр акушерства, гинекологии и перинатологии имени академика В. И. Кулакова», город Москва[1]
2. 4 февраля 2024 года, № 86 — Володин, Вячеслав Викторович — Председатель Государственной думы Федерального собрания Российской Федерации[2]
3. 5 февраля 2024 года, № 90 — Козлов, Валерий Васильевич — академик Российской академии наук[3]
4. 5 февраля 2024 года, № 90 — Месяц, Геннадий Андреевич — академик Российской академии наук[3]
5. 5 февраля 2024 года, № 90 — Скринский, Александр Николаевич — академик Российской академии наук[3]
6. 22 апреля 2024 года, № 279 — Басин, Ефим Владимирович — президент Общероссийской общественной организации «Бамовское содружество», город Москва[4]
7. 22 мая 2024 года, № 436 — Шохин, Александр Николаевич — президент Общероссийской общественной организации «Российский союз промышленников и предпринимателей», город Москва[5]
8. 29 октября 2024 года, № 923 — Шмаков, Михаил Викторович — председатель Общероссийского союза «Федерация независимых профсоюзов России», город Москва[6]
9. 8 декабря 2024 года, № 1037 — Минниханов, Рустам Нургалиевич — Глава Республики Татарстан[7]
10. 8 декабря 2024 года, № 1037 — Пиотровский, Михаил Борисович — генеральный директор федерального государственного бюджетного учреждения культуры «Государственный Эрмитаж», город Санкт-Петербург[7]
11. 8 декабря 2024 года, № 1037 — Фрейндлих, Алиса Бруновна — артистка федерального государственного бюджетного учреждения культуры «Российский государственный академический Большой драматический театр имени Г. А. Товстоногова», город Санкт-Петербург[7]
12. 20 декабря 2024 года, № 1089 — Латынина, Лариса Семёновна — председатель попечительского совета государственного бюджетного общеобразовательного учреждения Калужской области «Спортивная школа олимпийского резерва по спортивной гимнастике Ларисы Латыниной» (на общественных началах)[8]
13. 26 декабря 2024 года, № 1112 — Боярский, Михаил Сергеевич — артист Санкт-Петербургского государственного бюджетного учреждения культуры «Санкт-Петербургский академический Театр имени Ленсовета»[9]

## Кавалеры ордена II степени
1. 5 февраля 2024 года, № 91 — Каблов, Евгений Николаевич — академик Российской академии наук
2. 8 февраля 2024 года, № 108 — Кадыров, Рамзан Ахматович — Глава Чеченской Республики
3. 8 февраля 2024 года, № 108 — Франтенко, Гавриил Степанович — генеральный директор сельскохозяйственного акционерного общества «Белореченское», Иркутская область
4. 11 апреля 2024 года, № 253 — Слухай, Иван Андреевич — председатель Московской общественной организации ветеранов Великой Отечественной войны, ветеранов боевых действий, военной службы и ветеранов труда
5. 22 апреля 2024 года, № 279 — Белозёров, Олег Валентинович — генеральный директор — председатель правления открытого акционерного общества «Российские железные дороги», город Москва
6. 21 мая 2024 года, № 423 — Вилинбахов, Георгий Вадимович — председатель Геральдического совета при Президенте Российской Федерации — государственный герольдмейстер, заместитель генерального директора федерального государственного бюджетного учреждения культуры «Государственный Эрмитаж», город Санкт-Петербург
7. 29 мая 2024 года, № 444 — Кропачев, Николай Михайлович — ректор федерального государственного бюджетного образовательного учреждения высшего образования «Санкт-Петербургский государственный университет»
8. 22 июля 2024 года, № 615 — Глыбочко, Пётр Витальевич — ректор федерального государственного автономного образовательного учреждения высшего образования Первого Московского государственного медицинского университета имени И. М. Сеченова (Сеченовского Университета)
9. 17 августа 2024 года, № 701 — Карасин, Григорий Борисович — сенатор Российской Федерации — представитель от исполнительного органа государственной власти Сахалинской области, председатель Комитета Совета Федерации по международным делам
10. 6 сентября 2024 года, № 745 — Черешнев, Валерий Александрович — заместитель президента федерального государственного бюджетного учреждения «Российская академия наук», главный научный сотрудник федерального государственного бюджетного учреждения науки Института иммунологии и физиологии Уральского отделения Российской академии наук
11. 4 октября 2024 года, № 853 — Михайлов, Борис Петрович — член межрегиональной общественной организации «Совет ветеранов спорта ЦСКА»
12. 18 ноября 2024 года, № 986 — митрополит Симферопольский и Крымский Тихон (Шевкунов, Георгий Александрович) — глава Крымской митрополии Русской Православной Церкви
13. 21 ноября 2024 года, № 993 — Крутой, Игорь Яковлевич — композитор, продюсер, член Международного союза деятелей эстрадного искусства (творческого союза), город Москва
14. 8 декабря 2024 года, № 1037 — Метшин, Ильсур Раисович — глава муниципального образования города Казани — мэр города Казани Республики Татарстан
15. 20 декабря 2024 года, № 1089 — Капалин, Герман Михайлович (митрополит Калужский и Боровский Климент) — епархиальный архиерей Централизованной православной религиозной организации — Калужской епархии Русской православной церкви (Московский патриархат)
16. 28 декабря 2024 года, № 1121 — Савенков, Александр Николаевич— директор федерального государственного бюджетного учреждения науки Института государства и права Российской академии наук, город Москва

## Кавалеры ордена III степени
1. 5 февраля 2024 года, № 91 — Деревянко, Анатолий Пантелеевич — академик Российской академии наук
2. 5 февраля 2024 года, № 91 — Назаренко, Герасим Игоревич — академик Российской академии наук
3. 5 февраля 2024 года, № 91 — Панченко, Владислав Яковлевич — академик Российской академии наук
4. 8 февраля 2024 года, № 108 — Даудов, Магомед Хожахмедович — Председатель Парламента Чеченской Республики
5. 1 марта 2024 года, № 149 — Ревишвили, Амиран Шотаевич — директор федерального государственного бюджетного учреждения «Национальный медицинский исследовательский центр хирургии имени А. В. Вишневского», город Москва
6. 3 апреля 2024 года, № 233 — митрополит Ростовский и Новочеркасский Меркурий (Иванов, Игорь Владимирович) — глава Донской митрополии Русской Православной Церкви, Ростовская область
7. 3 апреля 2024 года, № 233 — Соколов, Максим Юрьевич — президент акционерного общества «АВТОВАЗ», Самарская область
8. 3 апреля 2024 года, № 233 — Вахмистров, Александр Иванович — генеральный директор общества с ограниченной ответственностью «Конструктив», город Санкт-Петербург
9. 3 апреля 2024 года, № 233 — Окрепилов, Владимир Валентинович — научный руководитель федерального государственного бюджетного учреждения науки Института проблем региональной экономики Российской академии наук, город Санкт-Петербург
10. 3 апреля 2024 года, № 233 — Оводенко, Анатолий Аркадьевич — президент федерального государственного автономного образовательного учреждения высшего образования «Санкт-Петербургский государственный университет аэрокосмического приборостроения»
11. 3 апреля 2024 года, № 233 — Бочкарёв, Василий Иванович — артист федерального государственного бюджетного учреждения культуры «Государственный академический Малый театр России», город Москва
12. 12 апреля 2024 года, № 257 — Яцкин, Андрей Владимирович — сенатор Российской Федерации — представитель от исполнительного органа государственной власти Ростовской области, первого заместителя Председателя Совета Федерации Федерального Собрания Российской Федерации
13. 17 апреля 2024 года, № 271 — Гагарина, Елена Юрьевна — генеральный директор федерального государственного бюджетного учреждения культуры «Государственный историко-культурный музей-заповедник „Московский Кремль“»
14. 22 апреля 2024 года, № 279 — Фердман, Олег Борисович — первый заместитель генерального директора по тоннельным проектам акционерного общества «СТРОЙ-ТРЕСТ», город Москва
15. 2 мая 2024 года, № 300 — Котельников, Геннадий Петрович — академик Российской академии наук, председатель Самарской Губернской Думы
16. 2 мая 2024 года, № 300 — Матвеенко, Валерий Павлович — научный руководитель федерального государственного бюджетного учреждения науки Пермского федерального исследовательского центра Уральского отделения Российской академии наук, Пермский край
17. 21 мая 2024 года, № 423 — Салыгин, Валерий Иванович — доктор технических наук, профессор Международного института энергетической политики и дипломатии федерального государственного автономного образовательного учреждения высшего образования «Московский государственный институт международных отношений (университет) Министерства иностранных дел Российской Федерации»
18. 21 мая 2024 года, № 423 — Мамсуров, Таймураз Дзамбекович — сенатор Российской Федерации — представитель от исполнительного органа государственной власти Республики Северная Осетия — Алания, член Комитета Совета Федерации по обороне и безопасности
19. 8 июля 2024 года, № 573 — Жаров, Александр Александрович — генеральный директор акционерного общества «Газпром-Медиа Холдинг», город Москва
20. 22 июля 2024 года, № 615 — Кудряшов, Сергей Иванович — генеральный директор акционерного общества «Зарубежнефть», город Москва
21. 22 июля 2024 года, № 615 — Митта, Александр Наумович — режиссёр-постановщик, член Общероссийской общественной организации «Союз кинематографистов Российской Федерации», город Москва
22. 29 июля 2024 года, № 629 — Котенко, Константин Валентинович — директор федерального государственного бюджетного научного учреждения «Российский научный центр хирургии имени академика Б. В. Петровского», город Москва
23. 29 июля 2024 года, № 634 — Солженицына, Наталия Дмитриевна — президент Русского благотворительного фонда Александра Солженицына, город Москва
24. 6 августа 2024 года, № 669 — Газзаев, Валерий Георгиевич — эксперт-консультант Комитета сборных команд Общероссийской общественной организации «Российский футбольный союз», город Москва
25. 6 сентября 2024 года, № 745 — Богачёв, Евгений Борисович — генеральный директор местной общественной организации города Казани «Баскетбольный клуб Уникс», Республика Татарстан
26. 6 ноября 2024 года, № 953 — Скоч, Андрей Владимирович — депутат Государственной Думы Федерального Собрания Российской Федерации, член Комитета Государственной Думы по контролю
27. 6 ноября 2024 года, № 953 — Пальцев, Михаил Александрович — академик Российской академии наук, заместитель президента РАН федерального государственного бюджетного учреждения «Российская академия наук», город Москва
28. 6 ноября 2024 года, № 953 — Горностаев, Александр Васильевич — заместитель председателя совета директоров акционерного общества «Мосинжпроект», город Москва
29. 21 ноября 2024 года, № 993 — Фомин, Виталий Павлович (митрополит Сергий), Воронежская область
30. 8 декабря 2024 года, № 1037 — Лазуткин, Валентин Валентинович — советник Главного секретариата федерального государственного унитарного предприятия «Всероссийская государственная телевизионная и радиовещательная компания», город Москва
31. 20 декабря 2024 года, № 1089 — Волынов, Борис Валентинович — дважды Герой Советского Союза, лётчик-космонавт СССР
32. 20 декабря 2024 года, № 1089 — Антонов, Анатолий Иванович — Чрезвычайный и Полномочный Посол в отставке
33. 20 декабря 2024 года, № 1089 — Ермаков, Алексей Фёдорович — советник генерального директора акционерного общества «Газпром газораспределение Краснодар»
34. 20 декабря 2024 года, № 1089 — Сиенко, Олег Викторович — первый вице-президент Московского представительства акционерного общества «Русская медная компания»
35. 20 декабря 2024 года, № 1089 — Симоньян, Маргарита Симоновна — главный редактор автономной некоммерческой организации «ТВ-Новости», город Москва

## Кавалеры ордена IV степени
1. 3 января 2024 года, № 3 — Долгушкин, Николай Кузьмич — вице-президент федерального государственного бюджетного учреждения «Российская академия наук», город Москва
2. 3 января 2024 года, № 3 — Цискаридзе, Николай Максимович — исполняющий обязанности ректора федерального государственного бюджетного образовательного учреждения высшего образования «Академия Русского балета имени А. Я. Вагановой», город Санкт-Петербург
3. 5 февраля 2024 года, № 90 — Лобанов, Иван Васильевич — ректор федерального государственного бюджетного образовательного учреждения высшего образования «Российский экономический университет имени Г. В. Плеханова», город Москва
4. 5 февраля 2024 года, № 90 — Исаев, Эли Абубакарович — заместитель руководителя Федерального казначейства
5. 5 февраля 2024 года, № 91 — Макаров, Александр Александрович — академик Российской академии наук
6. 5 февраля 2024 года, № 91 — Стемпковский, Александр Леонидович — академик Российской академии наук
7. 5 февраля 2024 года, № 91 — Цивадзе, Аслан Юсупович — академик Российской академии наук
8. 15 февраля 2024 года, № 113 — Бердиев, Исмаил Алиевич — муфтий, председатель президиума Централизованной религиозной организации «Духовное управление мусульман Карачаево-Черкесской Республики»
9. 15 февраля 2024 года, № 113 — Темрезов, Бориспи Султан-Хамидович — главный врач республиканского государственного бюджетного лечебно-профилактического учреждения «Лечебно-реабилитационный центр», Карачаево-Черкесская Республика
10. 14 марта 2024 года, № 187 — Петрова, Нинель Александровна — город Санкт-Петербург
11. 14 марта 2024 года, № 187 — Немцов, Николай Фёдорович (митрополит Пермский и Кунгурский Мефодий) — епархиальный архиерей религиозной организации «Пермская Епархия Русской Православной Церкви (Московский Патриархат)»
12. 3 апреля 2024 года, № 233 — Гусев, Павел Николаевич — генеральный директор — главный редактор акционерного общества «Редакция газеты „Московский комсомолец“», город Москва
13. 22 апреля 2024 года, № 279 — Газизуллин, Марс Мулланурович — первый заместитель председателя правления — руководитель дирекции Государственной компании «Российские автомобильные дороги», город Москва
14. 22 апреля 2024 года, № 279 — Петушенко, Вячеслав Петрович — председатель правления Государственной компании «Российские автомобильные дороги», город Москва
15. 21 мая 2024 года, № 423 — Москаленко, Анатолий Алексеевич — вице-президент по управлению персоналом и социальной политике публичного акционерного общества «Нефтяная компания „ЛУКОЙЛ“», город Москва
16. 13 июня 2024 года, № 486 — Комарова, Наталья Владимировна
17. 22 июня 2024 года, № 530 — Голощёкин, Давид Семёнович — художественный руководитель Санкт-Петербургского государственного бюджетного учреждения культуры «Санкт-Петербургская филармония джазовой музыки»
18. 8 июля 2024 года, № 573 — Леонтьев, Михаил Владимирович — пресс-секретарь публичного акционерного общества «Нефтяная компания „Роснефть“», город Москва
19. 26 сентября 2024 года, № 816 — Нарочницкая, Наталия Алексеевна — член Общественной палаты Российской Федерации, президент Фонда изучения исторической перспективы, город Москва
20. 4 октября 2024 года, № 853 — Каприн, Андрей Дмитриевич — генеральный директор федерального государственного бюджетного учреждения «Национальный медицинский исследовательский центр радиологии», Калужская область
21. 17 октября 2024 года, № 892 — Вершинин, Сергей Васильевич — заместитель министра иностранных дел Российской Федерации
22. 17 октября 2024 года, № 892 — Мешков, Алексей Юрьевич — чрезвычайный и полномочный посол Российской Федерации во Французской Республике и Княжестве Монако по совместительству
23. 17 октября 2024 года, № 892 — Мартынов, Сергей Александрович — сенатор Российской Федерации — представитель от законодательного (представительного) органа государственной власти Республики Марий Эл, первый заместитель председателя Комитета Совета Федерации по обороне и безопасности
24. 17 октября 2024 года, № 892 — Буравцев, Алексей Леонидович — заместитель директора дирекции — начальник управления дирекции по безопасности службы вице-президента по безопасности и режиму акционерного общества «АВТОВАЗ», Самарская область
25. 6 ноября 2024 года, № 953 — Островский, Михаил Аркадьевич — академик Российской академии наук, главный научный сотрудник федерального государственного бюджетного учреждения науки Института биохимической физики имени Н. М. Эмануэля Российской академии наук, город Москва
26. 8 декабря 2024 года, № 1037 — Гафаров, Шамиль Хамитович — заместитель Премьер-министра Республики Татарстан — Руководитель Аппарата Кабинета Министров Республики Татарстан